# Koenraad X de Witte
Koenraad X de Witte (circa 1420 – 21 september 1492) was van 1450 tot 1452 en van 1478 tot 1492 hertog van Oels, van 1450 tot 1452 en van 1471 tot 1472 Cosel en de helft van Bytom en vanaf 1452 hertog van de helft van Steinau. Hij behoorde tot de Silezische tak van het huis der Piasten.

## Levensloop
Koenraad X was de tweede zoon van hertog Koenraad V Kantner van Oels en diens echtgenote Margaretha, wier herkomst onbekend is.
Na de dood van zijn vader in 1439 werd Koenraad samen met zijn oudere broer Koenraad IX de Zwarte door hun oom Koenraad VII de Witte van de erfopvolging uitgesloten. De broers waren het daar niet mee eens en zetten in 1450 Koenraad VII af. Koenraad IX de Zwarte en Koenraad X de Witte bestuurden vanaf dan gezamenlijk de hertogdommen Oels en Cosel en de helft van de hertogdommen Bytom en Steinau. In 1452 besloten de twee broers om hun gezamenlijke bezittingen onderling te verdelen, waarbij Koenraad X de helft van het hertogdom Steinau behield. 
In de oorlogen tussen het koninkrijk Bohemen en het koninkrijk Hongarije koos Koenraad de Witte aanvankelijk de kant van de Boheemse koning George van Podiebrad. In 1459 legde hij samen met zijn broer Koenraad IX een eed van trouw af aan George van Podiebrad, op voorwaarde dat hij hen bevestigde als de heersers van de eigendommen van hun vader. Toen de Hongaren echter Silezië binnenvielen, verbraken Koenraad IX en Koenraad X de alliantie met George van Podiebrad en werden ze bondgenoten van de Hongaarse koning Matthias Corvinus. 
Na de dood van zijn broer Koenraad IX in 1471, erfde Koenraad X diens bezittingen. Het hertogdom Oels ging echter niet naar hem, maar naar zijn schoonzus Margaretha van Rawa en zijn minderjarige nicht Barbara. Wegens hoge schulden verkocht hij kort daarna zijn domeinen in Opper-Silezië aan hertog Hendrik van Podiebrad van Münsterberg.
In 1472 verloor Koenraad X de hertogdommen Cosel en Bytom die geannexeerd werden door Bohemen. Hij slaagde er in 1475 vervolgens in zijn schoonzus Margaretha af te zetten als hertogin van Oels, waarna haar dochter Barbara haar opvolgde. Omdat Barbara nog steeds minderjarig was, werd ze onder het regentschap geplaatst van Koenraad X. Dit bleef zo tot in 1478, toen Koenraad X zijn nicht afzette en zelf hertog van Oels werd.
Omdat Koenraad de Witte er niet in slaagde om zijn hoge schulden weg te werken, probeerde hij zijn landerijen te verkopen aan het keurvorstendom Saksen. Dit leidde in 1480 echter tot een militaire interventie van de Hongaarse koning Matthias Corvinus en de Duitse Orde. Uiteindelijk kon Koenraad X een akkoord sluiten met Matthias Corvinus, waarbij Koenraad onder andere Matthias moest erkennen als koning van Bohemen en een bondgenootschap met hem moest afsluiten. 
In 1488 probeerde Koenraad X om de alliantie met Matthias Corvinus ongedaan te maken door een alliantie te sluiten met Hendrik van Podiebrad en hertog Jan II de Krankzinnige van Glogau. In 1489 werden de drie vorsten echter door Matthias Corvinus verslagen en werden Koenraad X zijn domeinen ontnomen. Toen Matthias Corvinus in 1490 stierf, kon hij opnieuw de volledige soevereiniteit van het hertogdom Oels op zich nemen.
In 1492 stierf hij zonder nakomelingen na te laten. Het hertogdom Oels ging vervolgens naar Hendrik van Podiebrad, de helft van het hertogdom Steinau werd geërfd door hertog Casimir II van Teschen.

## Huwelijk
Koenraad X huwde met Dorothea Reynkenberg (overleden in 1471), dochter van koperslager Nikolaus Reynkenberg. Het was bijgevolg een morganatisch huwelijk, waardoor Dorothea de titels en rang van haar echtgenoot niet mocht aannemen. Het huwelijk bleef kinderloos.